# 達維季夫卡 (皮里亞京區)
50°21′55″N 32°23′43″E / 50.36528°N 32.39528°E
達維季夫卡（烏克蘭語：Давидівка），是烏克蘭中部的村莊，隸屬波爾塔瓦州的盧布尼區。該村處於魯達河左岸，距離梅琴基6公里，面積4.02平方公里，海拔高度114米，2001年人口780。